# Scherocumella pilgrimi
Scherocumella pilgrimi is een zeekommasoort uit de familie van de Nannastacidae. De wetenschappelijke naam van de soort is voor het eerst geldig gepubliceerd in 1963 door Jones.